# Érica Cavalheiro
Érica Geni Barbosa Cavalheiro (* 7. November 2002) ist eine brasilianische Leichtathletin, die sich auf den Sprint spezialisiert hat. 2025 wurde sie Südamerikameisterin in der Mixed-Staffel über 4-mal 400 Meter.

## Sportliche Laufbahn
Erste Erfahrungen bei internationalen Meisterschaften sammelte Érica Cavalheiro im Jahr 2018, als sie bei den U18-Südamerikameisterschaften in Cuenca in 56,17 s die Silbermedaille im 400-Meter-Lauf gewann und mit der brasilianischen 4-mal-100-Meter-Staffel in 47,28 s ebenfalls Silber gewann. Anschließend nahm sie über 400 Meter an den Olympischen Jugendspielen in Buenos Aires teil und gelangte dort auf den vierten Platz. 2021 siegte sie in 54,08 s über 400 Meter bei den U20-Südamerikameisterschaften in Lima und siegte in 24,52 s auch im 200-Meter-Lauf. Zudem gewann sie auch in der Mixed-Staffel über 4-mal 400 Meter in 3:28,33 min die Goldmedaille. Anschließend schied sie bei den U20-Weltmeisterschaften in Nairobi mit 24,54 s im Halbfinale über 200 Meter aus und kam über 400 Meter mit 54,94 s nicht über den Vorlauf hinaus. 2022 siegte sie mit der 4-mal-400-Meter-Staffel in 3:37,79 min bei den U23-Südamerikameisterschaften in Cascavel und wurde in der Mixed-Staffel disqualifiziert. 2024 siegte sie in 52,95 s über 400 Meter bei den U23-Südamerikameisterschaften in Bucaramanga und gewann in der Mixed-Staffel in 3:26,88 min die Bronzemedaille hinter den Teams aus Kolumbien und Ecuador. Zudem gewann sie in der Frauenstaffel in 3:46,30 min die Silbermedaille hinter dem kolumbianischen Team. Im Jahr darauf siegte sie bei den Südamerikameisterschaften in Mar del Plata in 3:17,73 min gemeinsam mit Jádson Lima, Tiago Lemes da Silva und Anny de Bassi in der Mixed-Staffel.

## Persönliche Bestzeiten
- 200 Meter: 24,1 s (+1,2 m/s), 12. Mai 2024 in Foz do Iguaçu
- 400 Meter: 52,64 s, 28. Juni 2024 in São Paulo